# Taneli Tikka
Niko Taneli Tikka, född 8 mars 1978 i Savitaipale är den verkställande direktören på Valtionkehitysyhtiö Vake Oy (finländska statliga bolaget). Han är också en serieentreprenör som har arbetat på mer än 30 företag som vd, styrelsemedlem eller på annat sätt i en rådgivande position. 
Tikka valdes till Årets opinionsbildare inom informationsteknologi och anses som en av Finlands mest inflytelserika ICT-påverkare. Tikka är också en affärsängel inom tekniksektorn, talare och kommentator i media.

## Biografi
Taneli Tikka föddes i Savitaipale i Finland till en finsk mor och georgisk far. Efter gymnasiet studerade Tikka programvaruteknik i Helsingfors.
Vid sidan av studierna jobbade Tikka som network system designer på Nokia men han avbröt sina studier när han tillsammans med sina kompisar startade deras första företag år 1999. Taika Technologies specialiserade sig på digitala och multimediabaserade sociala nätverkslösningar. Taika Technologies gick i konkurs år 2002.
Tikka tog examen som primus av sin klass från Executive MBA programmet vid Helsingfors handelshögskola (nu Aalto-universitetets handelshögskola år 2004.

## Karriär

### Operativa uppdrag
Efter sin examen har Tikka arbetat med flera startupföretag. Efter konkursen arbetade Tikka först på WM-data (nu CGI Group) och efter det var han en chef för börsnoterade Ruukki Group (nuvarande Afarak Group).   Tikka jobbades på Magenta åren 2003-2007.
År 2005 startade Tikka på Dynamoid där han var ansvarig för IRC-Gallerias marknadsföring och strategi.
År 2006 utsågs han till vd för Dynamoid. Året därpå såldes IRC-Galleria (Tikka var en av ägarna) för 12,5 miljoner euro till Sulake Corporation. Efter det blev Tikka utnämnd som operativ chef för Dopplr där han arbetade åren 2007-2009. Idén bakom servicen Dopplr var att spara in passagerares nätverk så är att de visste vilka av deras vänner bor på destinationen, eller besökte staden samtidigt. Servicen visade också passagerare information om rekommenderade lokala matställen och handel.  Nokia köpte Dopplr i september 2009. 
Åren 2008-2009 Tikka var vd för RunToShop, ett företag som arbetar med att utveckla social shopping.   
Tikka var vd för Health Puzzle åren 2010-2011. 
År 2009 blev han invald i styrelsen för det nordiska konsultföretaget Soprano Oyj. Två år senare blev han utnämnd till bolagets vice vd. Tikka lämnade Soprano 2012.  
Förutom att Tikka varit med och grundat ett antal teknologiföretag så är han även medgrundare av Startup Sauna Foundation, en stiftelse vars uppgift är att stöda lovande nya företag. Tikka har verkat som coach för både Startup Sauna och Summer of Startups-programmen sedan de lanserades. 
År 2012 blev Tikka vd för företaget Wunderkraut Finland som utvecklar nättjänster. Han blev samtidigt invald i Wunderkraut-koncernens ledningsgrupp och styrelse och partner i koncernen. Tikka lämnade Wunderkraut 2013.
2013 Tikka var en vd för Wisdom Like Silence som utbildar inom social marknadsföring.
Tikka är medgrundare och styrelseordförande för företaget TLD Registry. Han var en ordförande i styrelsen åren 2011-2014. Företaget beviljats monopolrätt till två kinesiska toppdomäner av ICANN, ".online" och ".kinesiskspråkiga webbplatsen".   
Tikka utsågs till chef för affärsområde Industrial Internet på den finsk-svenska IT-konsulten Tieto (tidigare TietoEnator) i maj 2014. Enheten fungerar som ett startupföretag inom konsultbolaget.
Han arbetade som en chef för Industrial Internet-verksamheten på IT-företaget Tieto åren 2014-2018.
Sedan juni 2018 har han arbetat som en verkställande direktör på det finländska statliga bolaget Valtionkehitysyhtiö Vake Oy.

### Styrelseuppdrag
Tikka har varit styrelsemedlem eller fungerat som rådgivare för mer än 30 tillväxtföretag, bland annat Applifier (nu en del av Unity Technologies), Balancion, BrandMNGR, Netcycler, PackageMedia, Relevant Point, Stardoll, Sulava, Transfluent, Umbra Software och Web of Trust.    
Tikka var med i företaget Muxlims styrelse åren 2007-2009 . Företaget fick internationaliseringspris av Finlands president 2009. 
Under 2008 blev Tikka invald i Tekes ledningsgrupp för teknologiprogrammet Verso. Programmets syfte var att fungera som en ledstjärna för tillväxt och internationalisering av små och medelstora företag. Programmet avslutades 2010. 
Tikka har varit verksam i styrgruppen för Vigo-programmet som stöder lovande företag.  
Han blev invald i startupföretaget Solus styrelse år 2014.
Och 2015 i Kemppis styrelse. Kemppi är ett företag som tillverkar bågsvetsningsutrustning. I augusti 2015 började han i MTV:s styrelse (tidigare MTV3).

## Utmärkelser
År 2010 blev Tikka vald till Årets opinionsbildare inom informationsteknologi.
AKU tidskrift utsett honom som "Finska Joakim von Anka, som fick det bästa leksak redan på sandlådan"  Tikka kommenterade liknelsen med Joakim: vi är lika ivriga att lära sig nya saker, ovavsett ålder.
Tikka var på teknikmagasinet Tivis lista om Finlands hundra inflytelserika ICT-påverkare. Han hade sjätte mest följare på Twitter. 
Future Board, en förening för unga som är yrkesverksamma inom styrelseuppdrag, röstade Tikka till Årets Unga Styrelsepåverkare år 2014. 